# Primero de Mayo (Entre Ríos)
Pour les articles homonymes, voir Primero de Mayo.
Primero de Mayo est une localité rurale argentine située dans le département d'Uruguay et dans la province d'Entre Ríos.

## Histoire
Au milieu du XIXe siècle, on assiste à une immigration européenne en Amérique, notamment en provenance du canton du Valais (Suisse), du Piémont (Italie) et de la Savoie (France).
Le premier groupe de personnes s'est installé dans la région, formant la Colonia San José. Au fil du temps, l'immigration a augmenté, obligeant les héritiers de Dolores Costa de Urquiza à vendre les terres où se trouve aujourd'hui cette communauté, qui s'appelle Colonia Ensanche de Mayo, même après l'arrivée du chemin de fer. Il n'y a jamais eu d'acte de fondation de la localité pour établir une date, mais plusieurs documents indiquent que le 18 janvier 1906, le gouverneur d'Entre Ríos Enrique Carbó Ortíz, a approuvé la ligne de chemin de fer de Caseros à Villa Elisa. L'embranchement a été inauguré le 21 juillet 1907, après un voyage en train au départ de Concepción del Uruguay, 300 personnes ont participé à un déjeuner à la nouvelle gare Primero de Mayo, parmi les personnalités figuraient le surintendant des chemins de fer M. Maynard, le constructeur des hangars des différentes gares de l'embranchement Alejandro Passina, et d'autres personnalités de l'époque.

## Religion
| Diocèse  | Gualeguaychú        |
| -------- | ------------------- |
| Paroisse | San Isidro Labrador |